# PKP Intercity

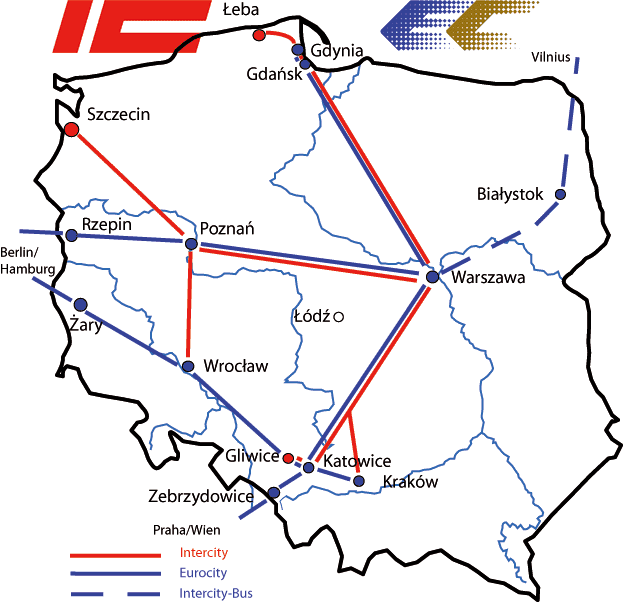
A PKP Intercity hálózata

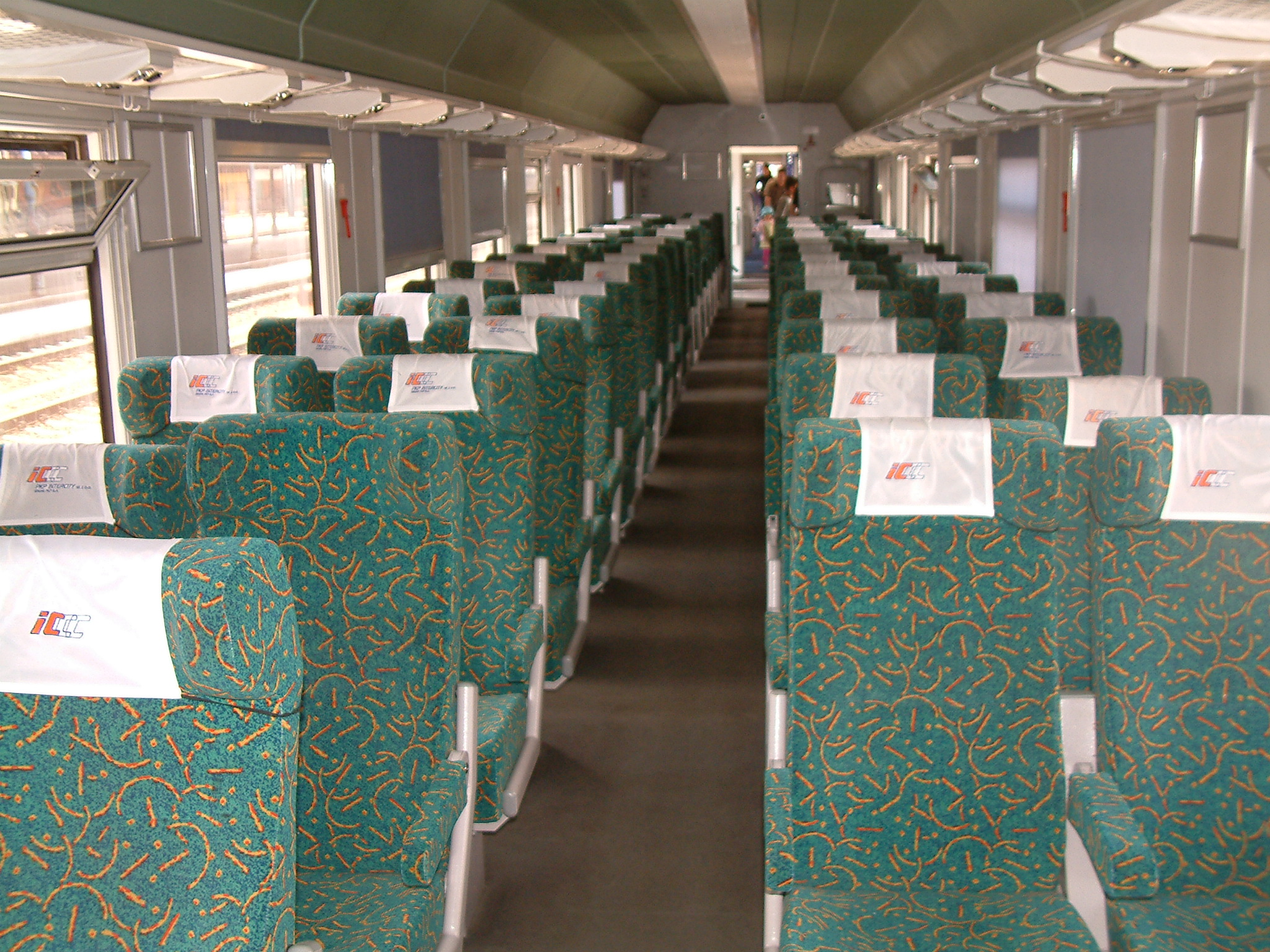
Egy PKP Intercity kocsi belülről

A PKP Intercity a PKP Group egy vállalata, mely Lengyelországban üzemelteti a távolsági személyszállító vonatokat, az InterCityket, EuroCityket, EuroNightokat és az Intercity buszokat. A PKP InterCity naponta 350 vonatot közlekedtet, melyekkel nagy agglomerációkat és országokat kapcsol össze. A vonatokra pótjegy váltása kötelező.

## Története
A cég 2001 január 1-jén alakult, mikor az Európai Unió ajánlására a lengyel nemzeti vasúttársaságot, a PKP-t feldarabolták több önálló cégre.
A PKP Intercity az állami tulajdonban lévő lengyel vasúttársaság, a Polskie Koleje Państwowe jelentős átszervezésének eredményeként jött létre, amely 2001-ben több különböző társaságra oszlott, amelyeket független, kereskedelmi alapon működő egységként működtettek. Az átszervezés célja az volt, hogy a vasúti üzemeltetési tevékenységet elválasszák a lengyel vasúti infrastruktúra irányításától. A PKP Intercity a PKP Group leányvállalata, amely állami tulajdonban lévő holdingtársaság, amely számos más vasútorientált leányvállalatot tart fenn.
A PKP Intercity új szolgáltatási színvonalat vezetett be a lengyel vasúti ágazatban. Az InterCity márkanév alatt üzemeltetett egyes vonatokon a fedélzeten harapnivalókat kínálnak, és a legtöbb vonat légkondicionált. Idővel a PKP Intercity által nyújtott szolgáltatások köre kibővült; 2005-ben a PKP Intercity elindította a TLK (Lowcost Trains) márkát, egy alternatív szolgáltatási szintet, amely a kevésbé tehetős utasokat célozza meg.
2006-ban a PKP Intercity felavatta első modern ügyfélszolgálati központját a varsói központi pályaudvaron; egy évvel később a második ilyen létesítményt Poznanban nyitották meg. A 2000-es évek végére az ország legnagyobb vasúti személyszállítási szegmensét üzemeltette; 2007-ben a PKP Intercity 11,6 millió utast szállított, ami közel egymillióval több a 2006-os 10,7 millió utasnál. 2007-re a vállalat új mozdonyok beszerzését és a meglévő gördülőállomány további korszerűsítését tervezte. A PKP Intercity már terveket készített új mozdonyok beszerzésére és a meglévő gördülőállomány további korszerűsítésére.
2011 májusában a PKP Intercity 665 millió euró értékű szerződést kötött a francia Alstom gördülőállomány-gyártóval 20 darab ED250 New Pendolino nagysebességű vonat gyártására és szállítására. A szerződés emellett kiterjedt az összes karbantartási tevékenység 17 évig történő ellátására és egy új karbantartó bázis építésére is.. Ezeket a hét kocsiból álló szerelvényeket a PKP Intercity egyedi specifikációi szerint építették; miközben képesek 250 km/h maximális sebesség elérésére, 402 utas szállítására, és különböző zajcsökkentő intézkedéseket tartalmaznak, szándékosan kizárták az opcionális billenőszerkezetet.
2013. november 17-én új sebességrekordot állítottak fel a lengyel vasutak számára, amikor a Pendolino ED250 elérte a 291 km/h sebességet. 2013. november 24-én, a CMK központi vasútvonalon végzett tesztek utolsó napján a Pendolino elérte a 293 km/h sebességet. 2014. szeptember 11-én a Lengyel Vasúti Közlekedési Hivatal (UTK) bejelentette, hogy az ED250-et a vonatkozó átjárhatósági műszaki előírásoknak megfelelően 250 km/h sebességig történő üzemeltetésre minősítették. A Pendolino ED250-et az átjárhatósági műszaki előírásoknak megfelelően a lengyel vasúthálózaton is közlekedhet. A nagy városcsoportok, például a Varsó-Gdansk-Gdynia, Varsó-Krakkó és Varsó-Katowice közötti meglévő hagyományos vonalakon közlekednek, és a hagyományos gördülőállományhoz képest jelentősen lerövidített menetidőt biztosítanak, a Varsó és Gdansk közötti útvonalat két és fél óra alatt teszik meg. 2020/21-es menetrendben az ED250-esek menetrendszerűen akár 200 km/h (124 mph) sebességgel közlekednek a Warszawa - Gdynia és a Központi Vasútvonal egyes szakaszain.
A 2010-es évek végén különböző más programok is folyamatban voltak, például a különböző gördülőállománytípusokon Wi-Fi-készülékek utólagos felszerelése, hogy az utasok számára mobilinternet-hozzáférést biztosítsanak. 2018 augusztusáig 171 PKP Intercity kocsin és 40 kombinált szerelvényen fejeződtek be a munkálatok. Egy évvel később a PKP Intercity 247 millió euró értékű szerződést kötött a svájci Stadler Rail gördülőállomány-gyártó céggel 12 Stadler FLIRT elektromos motorvonat gyártására és szállítására nyolc kocsi hosszúságú konfigurációban, valamint 15 éves karbantartási időszakra; ezek első és másodosztályú fülkékkel, valamint fedélzeti társalgó-bárral és mozgáskorlátozottak számára akadálymentesített adaptációkkal rendelkeznek.
A PKP Intercity 2024-ben szerződést kötött a H. Cegielski - FPS-szel 300 modern vasúti kocsi szállítására. A lengyel járműgyártóval kötött szerződés értéke 4,2 milliárd PLN (kb. 1 milliárd euró). A szerződés további 150 kocsi gyártására vonatkozó opciót is tartalmaz, amely az üzlet összértékét 6,35 milliárd zlotyra (1,47 milliárd euró) növelné. Az új kocsikat 200 km/h sebesség elérésére tervezik, és várhatóan 2028-ban szállítják le őket, valamint Ausztriában, Csehországban, Németországban, Magyarországon, Litvániában és Szlovákiában is közlekedhetnek majd.

## Járműpark

### Villamos mozdonyok
| Sorozat     | Darabszám | Legnagyobb sebesség | Gyártó        | Átépítő            | Forrás        |
| ----------- | --------- | ------------------- | ------------- | ------------------ | ------------- |
| EU07        | 86        | 125 km/h            | Pafawag / HCP |                    | [ 17 ]        |
| EU07A       | 3         | 160 km/h            | HCP           | ZNTK Oleśnica      | [ 18 ]        |
| EP07        | 150       | 125 km/h            | Pafawag / HCP | ZNTK               | [ 17 ]        |
| EP08        | 9         | 140 km/h            | Pafawag       |                    | [ 17 ]        |
| EP09        | 46        | 160 km/h            | Pafawag       | ZNLE/Newag Gliwice | [ 17 ] [ 18 ] |
| EU44 Husarz | 10        | 230 km/h            | Siemens       |                    | [ 17 ]        |

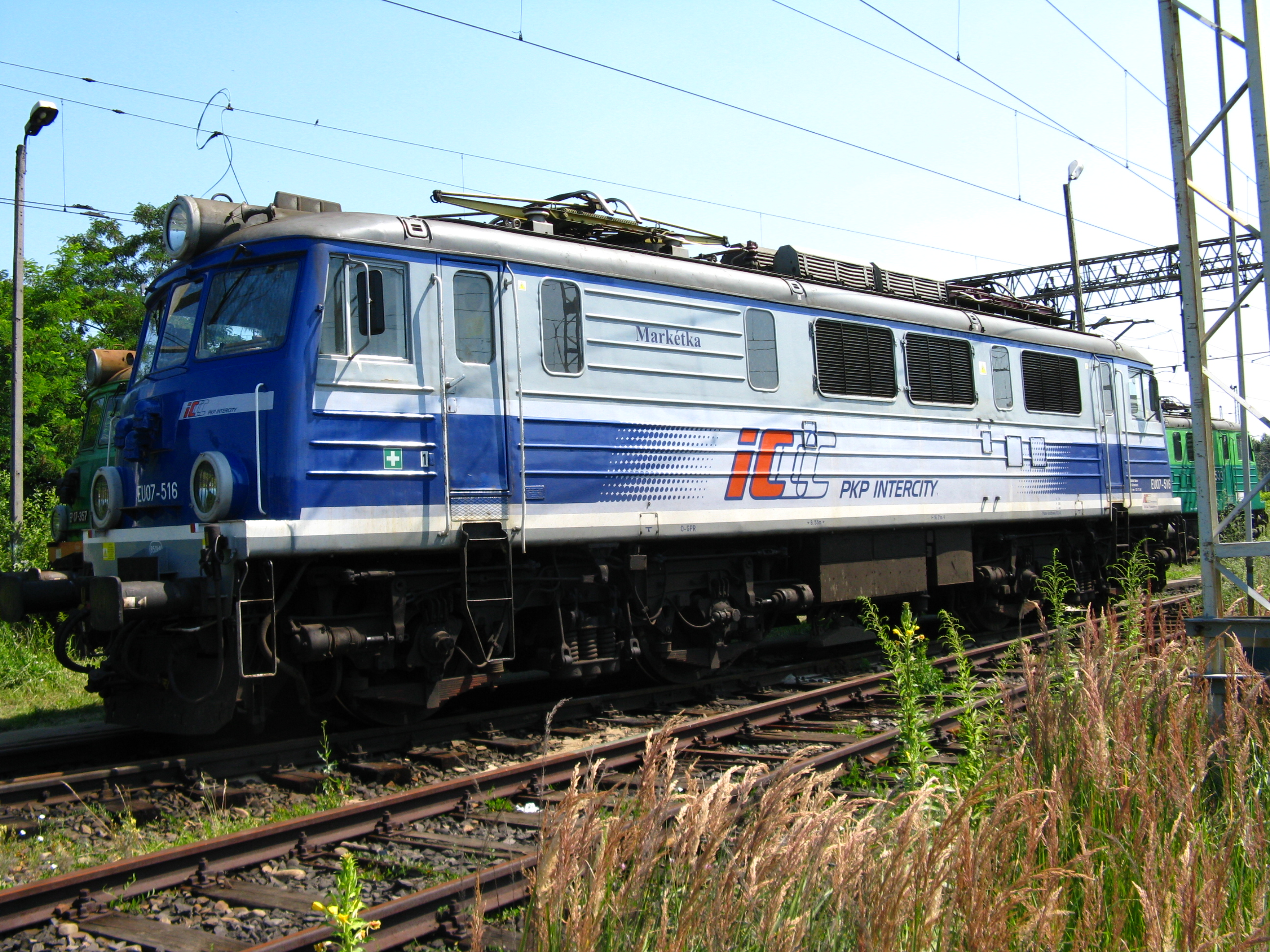
EU07
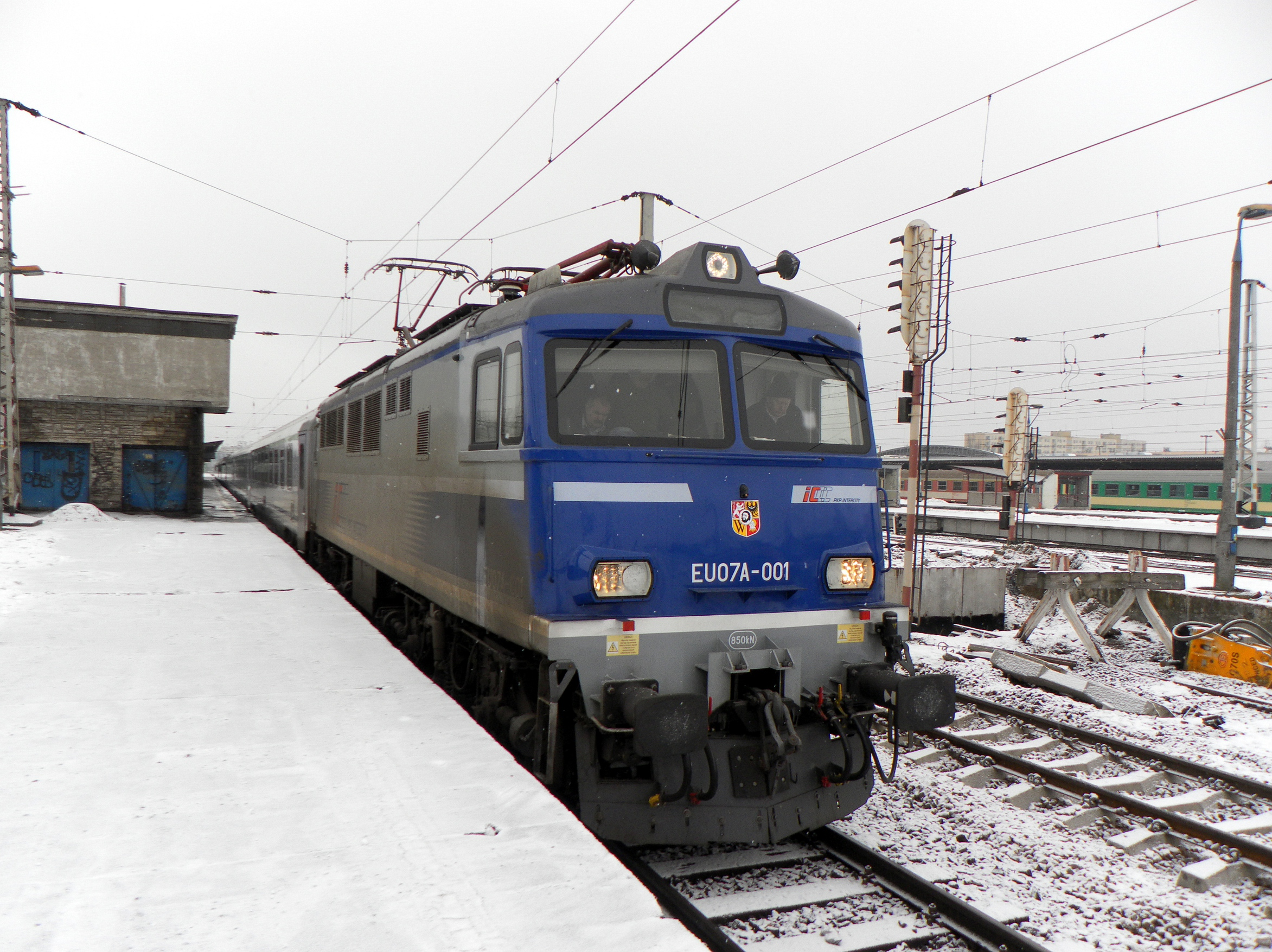
EU07A
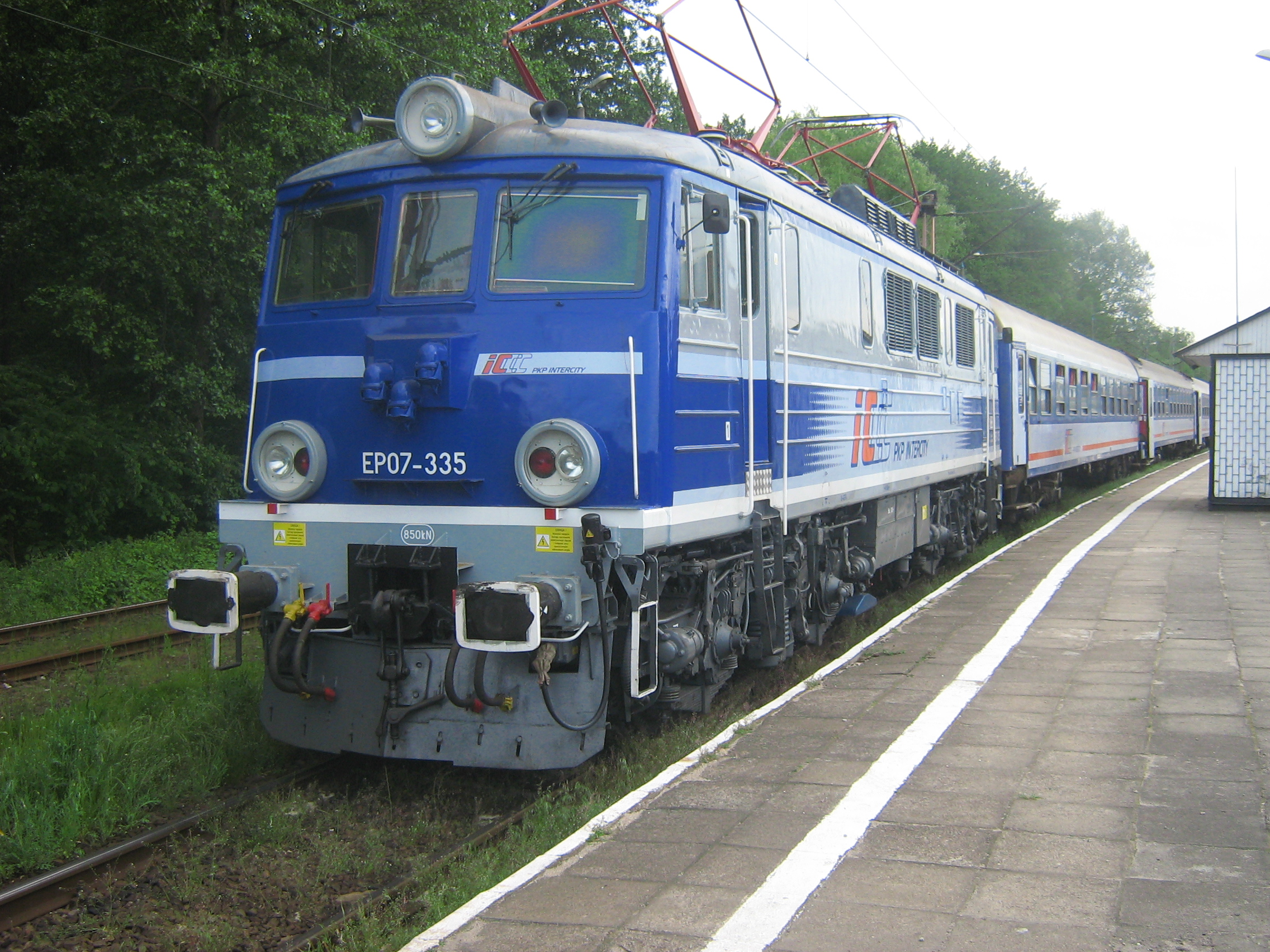
EP07
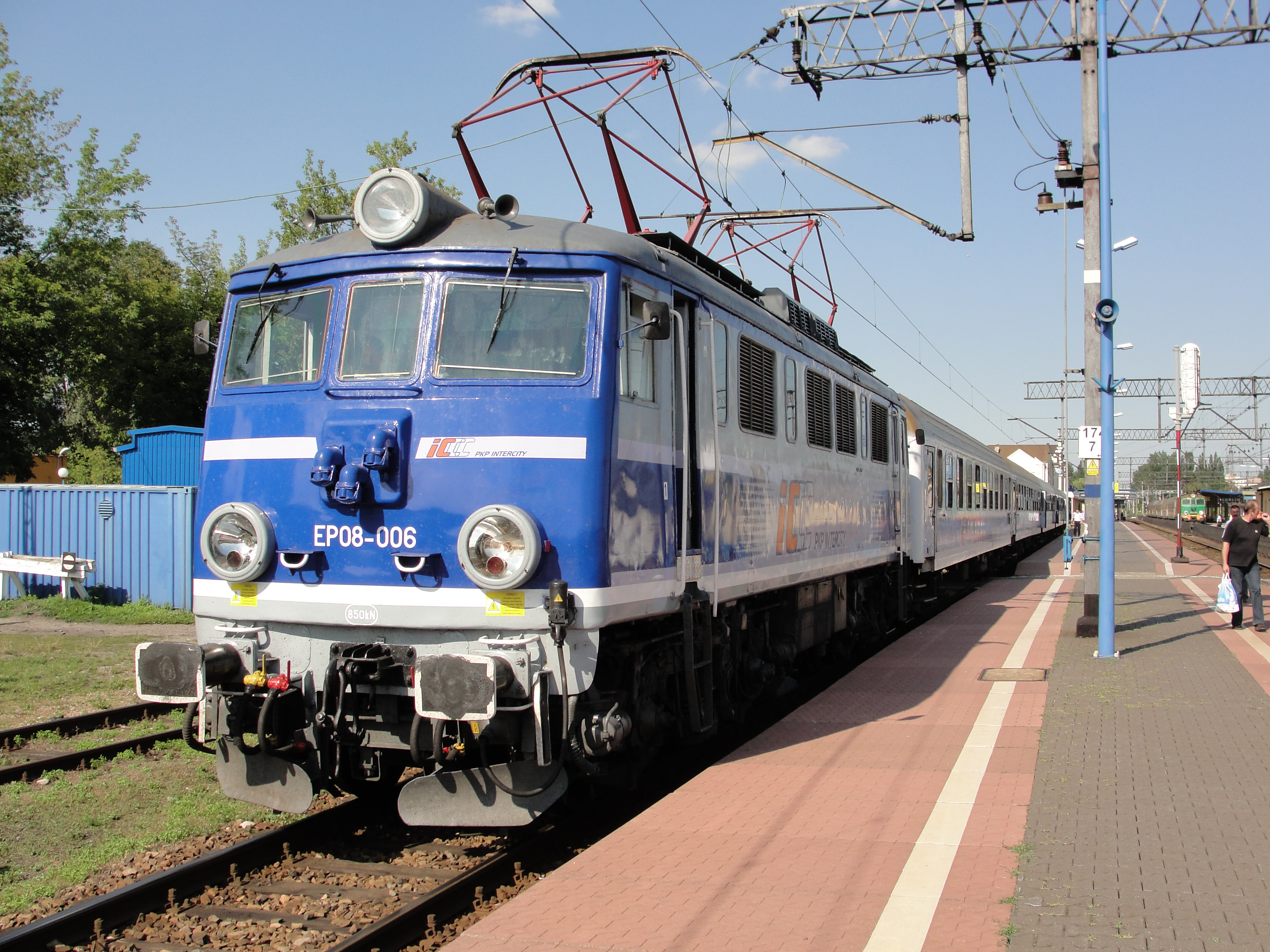
EP08
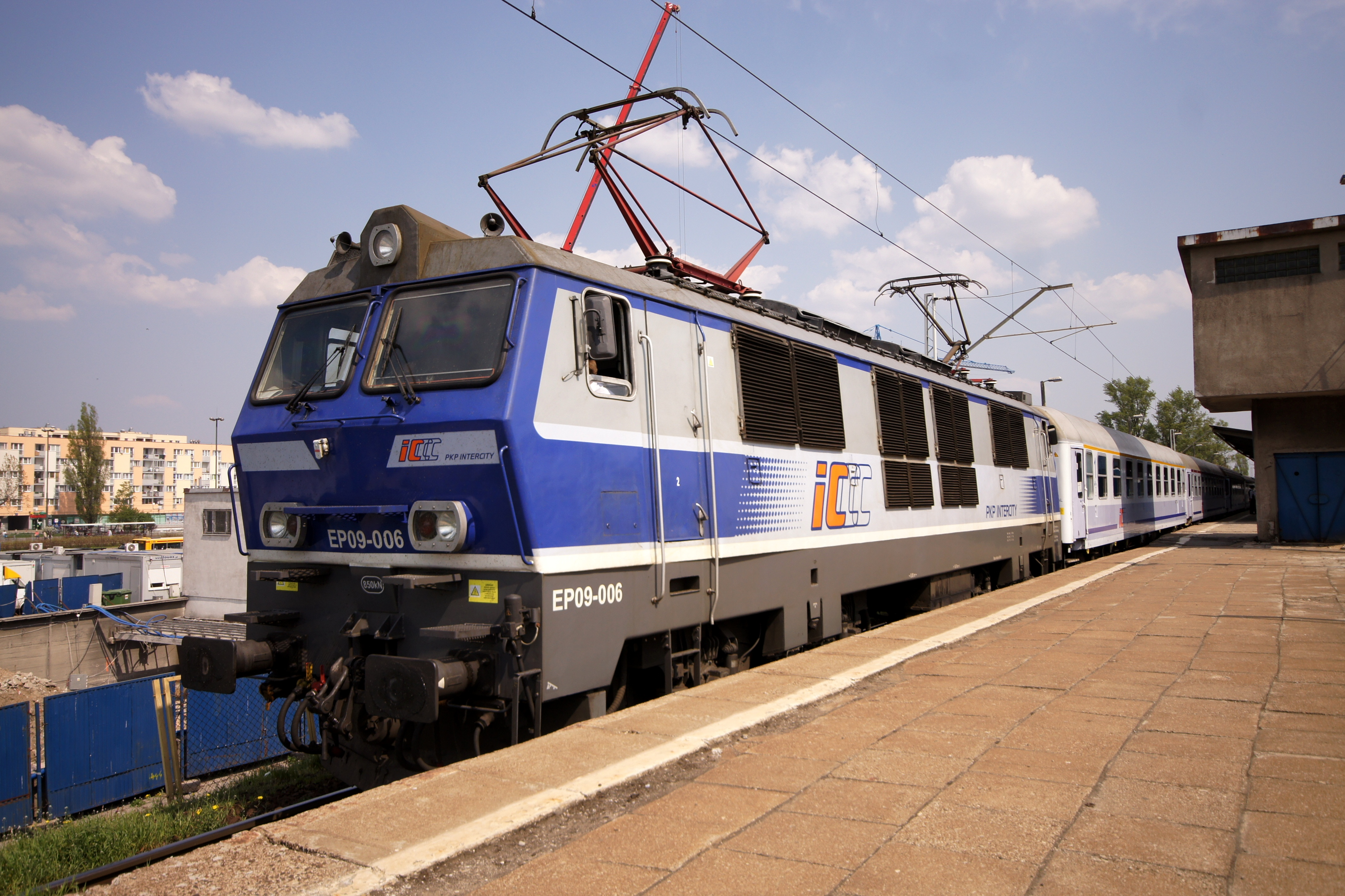
EP09
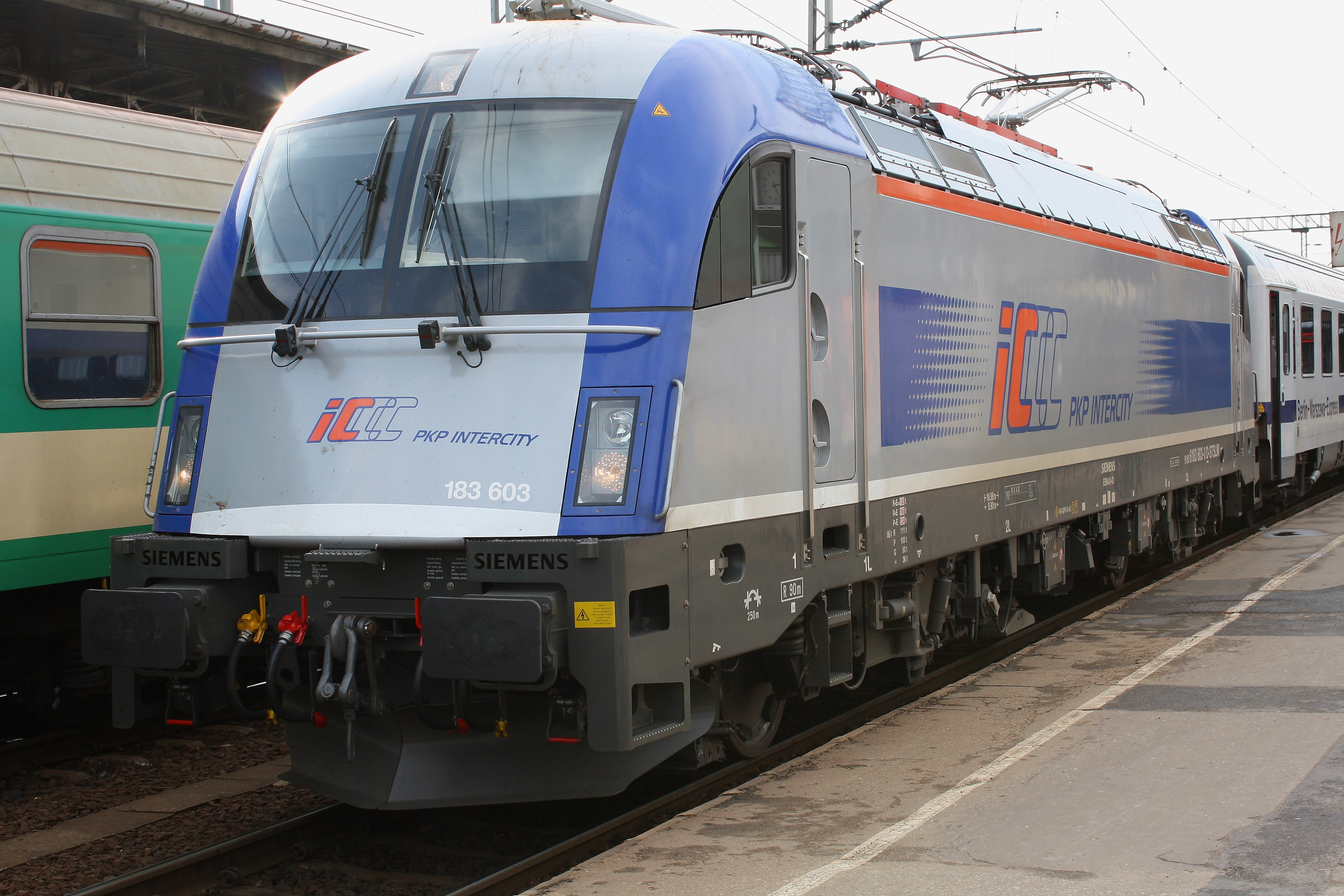
EU44 Husarz

### Dízelmozdonyok
| Sorozat | Típus      | Darabszám | Legnagyobb sebesség | Gyártó | Átépítő | Forrás               |
| ------- | ---------- | --------- | ------------------- | ------ | ------- | -------------------- |
| SM42    | 6D         | 30        | 90 km/h             | Fablok |         | [ 17 ] [ 19 ]        |
| SM42    | 18D        | 10        | 90 km/h             | Fablok | Newag   | [ 20 ] [ 21 ] [ 22 ] |
| SU42    | 6Dl        | 10        | 90 km/h             | Fablok | Newag   | [ 23 ] [ 22 ]        |
| SU160   | 111Db Gama | 10        | 140 km/h            | Pesa   |         | [ 24 ]               |

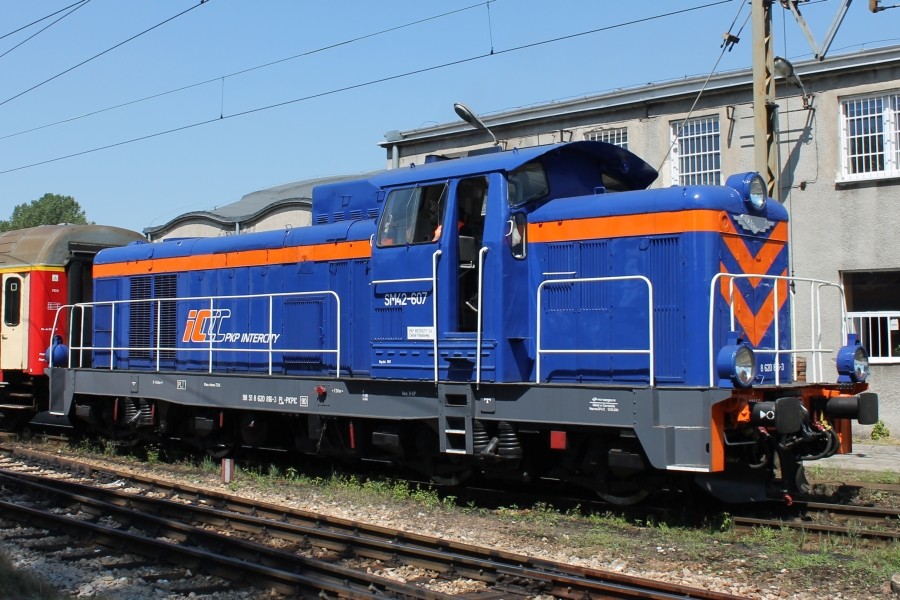
SM42 (Typ 6D)
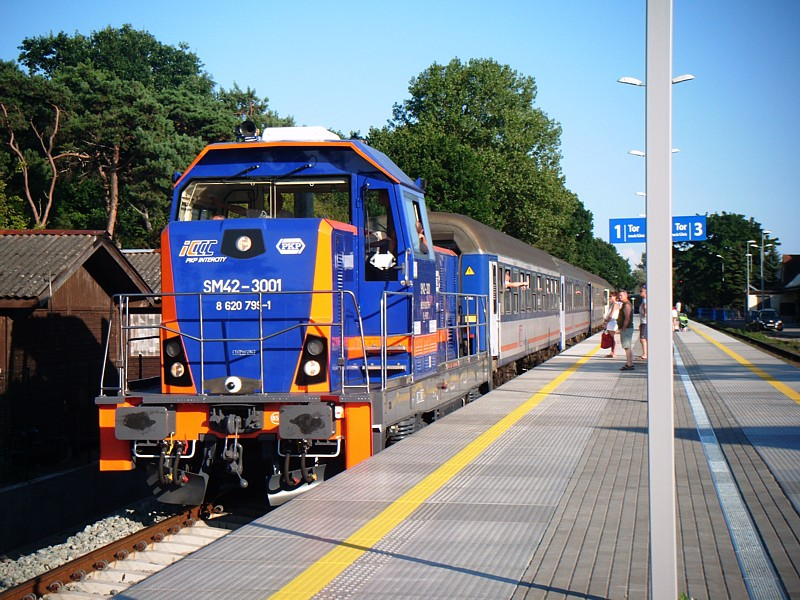
SM42 (Typ 18D)
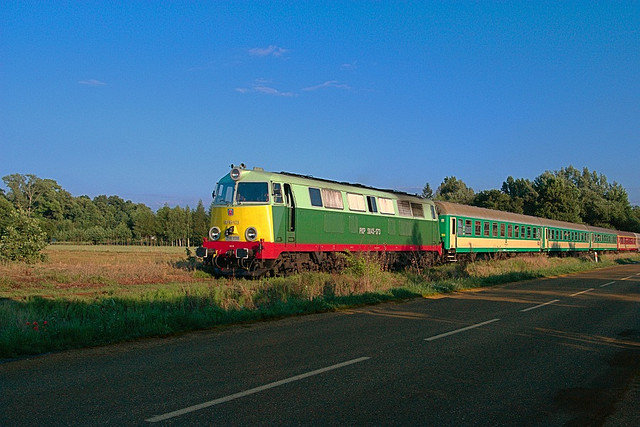
SU45
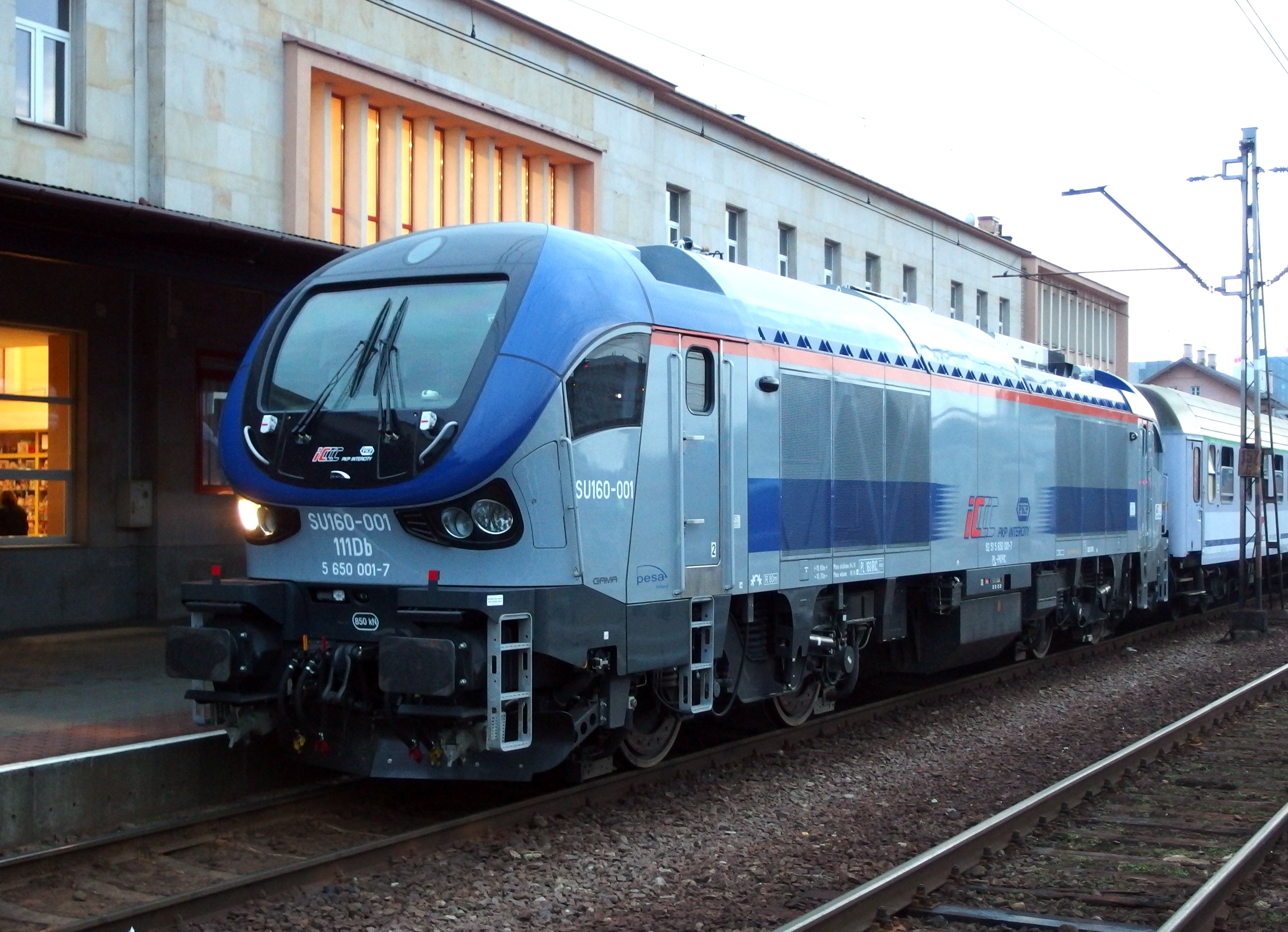
111Db Gama

#### Villamos motorvonatok

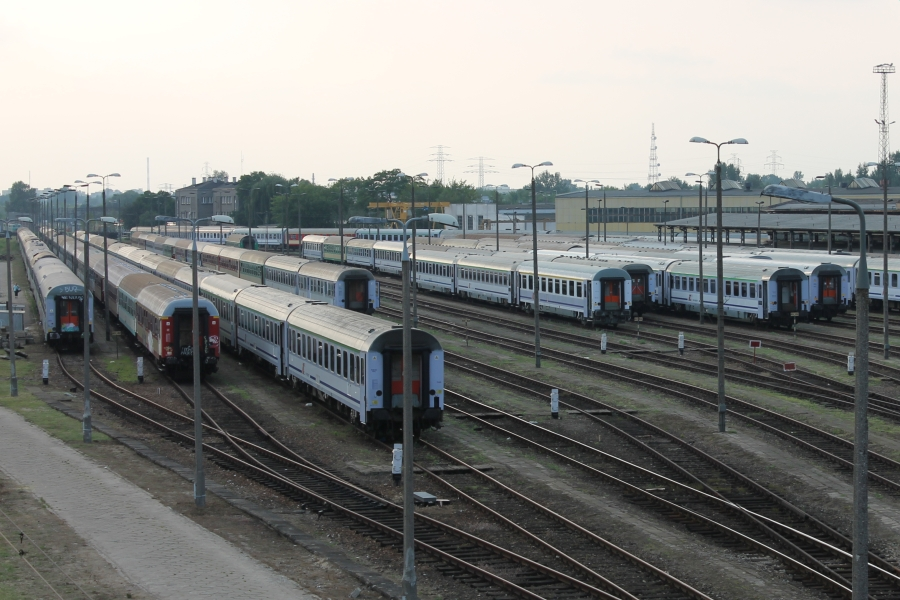
A PKP Intercity vagonjai Warszawa Grochów állomáson

| Sorozat         | Darabszám | Vonatrészek száma | Ülőhelyek száma | Ülőhelyek száma | Ülőhelyek száma |       | Legnagyobb sebesség | Gyártó       | Forrás                      |
| Sorozat         | Darabszám | Vonatrészek száma | 2. Kl.          | 1. Kl.          |                 |       | Legnagyobb sebesség | Gyártó       | Forrás                      |
| --------------- | --------- | ----------------- | --------------- | --------------- | --------------- | ----- | ------------------- | ------------ | --------------------------- |
| ED74 Bydgostia  | 14        | 4                 | 161+8           | 33              | 2               | Nincs | 160 km/h            | Pesa         | [ 17 ]                      |
| ED250 Pendolino | 20        | 7                 | 355             | 45              | 2               | Van   | 250 km/h            | Alstom       | [ 25 ] [ 26 ] [ 27 ] [ 28 ] |
| ED160 FLIRT 3   | 20        | 8                 | 294+6           | 60              | 2               | Van   | 160 km/h            | Stadler Rail | [ 29 ] [ 30 ]               |
| ED161 Dart      | 20        | 8                 | 292             | 60              | 2               | Van   | 160 km/h            | Pesa         | [ 31 ]                      |

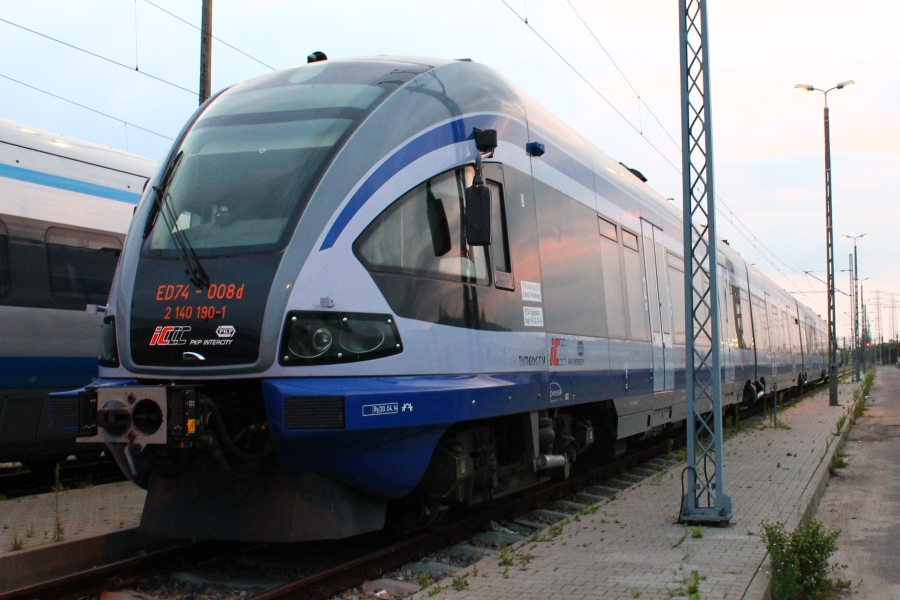
ED74 Bydgostia
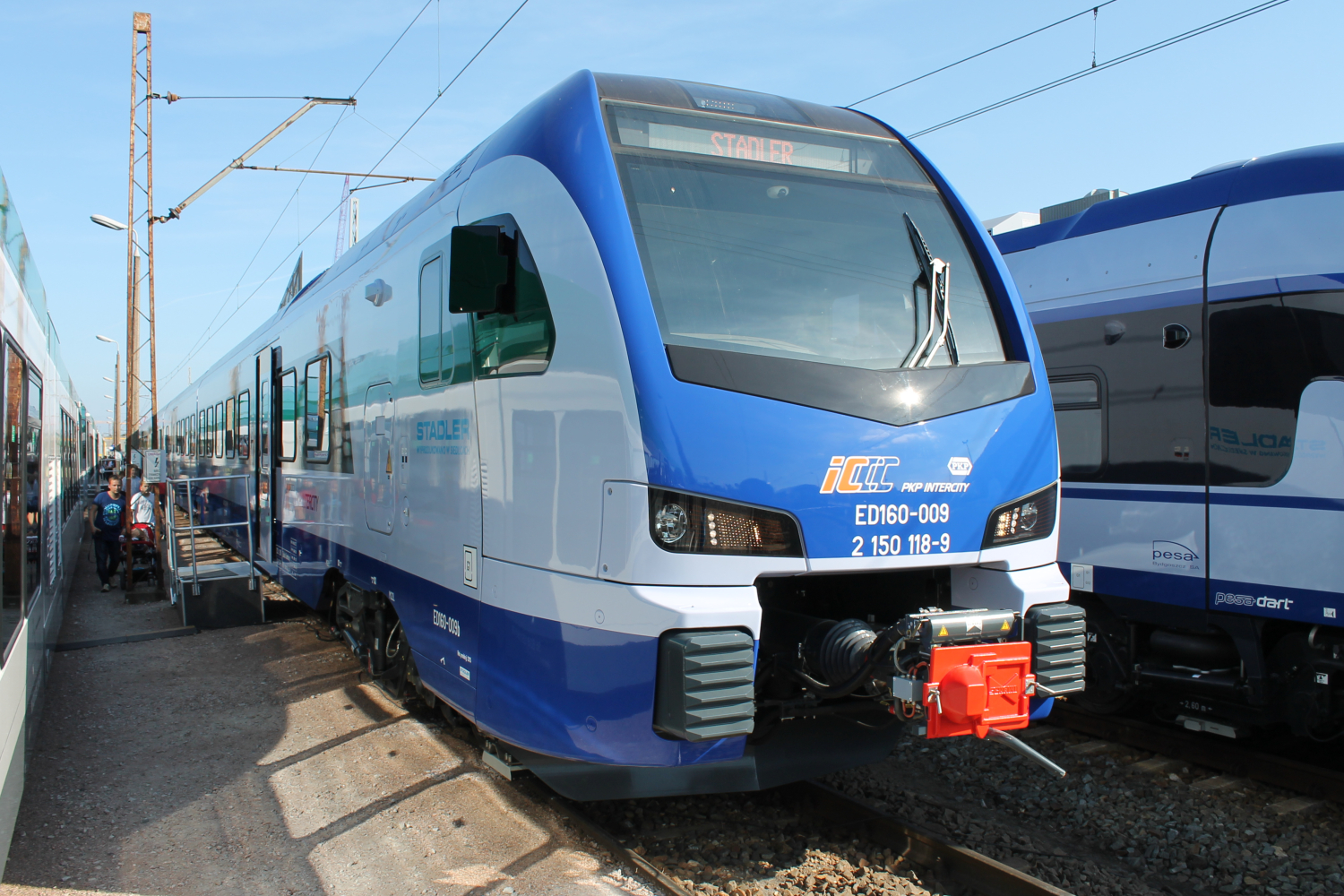
ED160 FLIRT 3
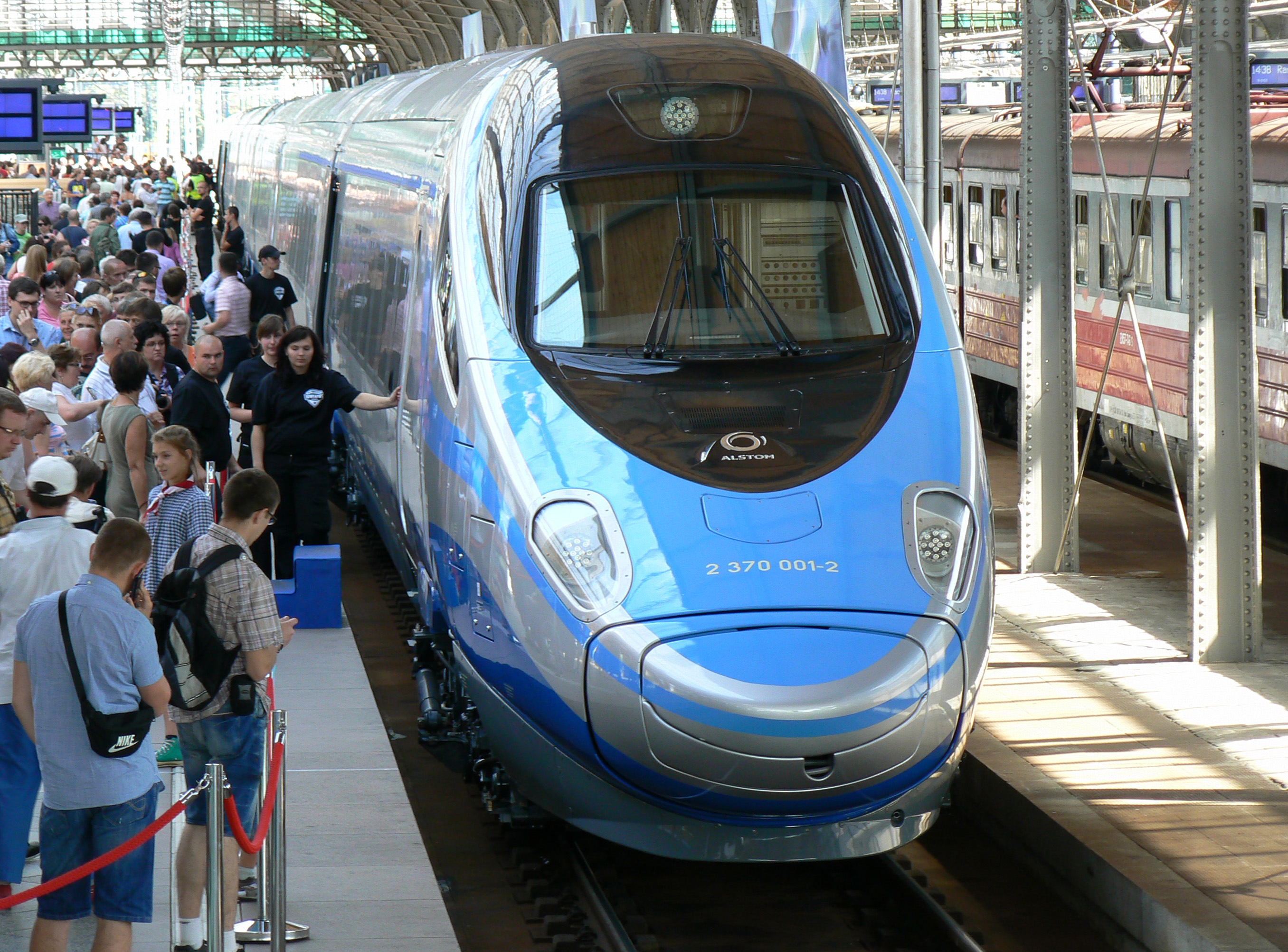
ED250 Pendolino
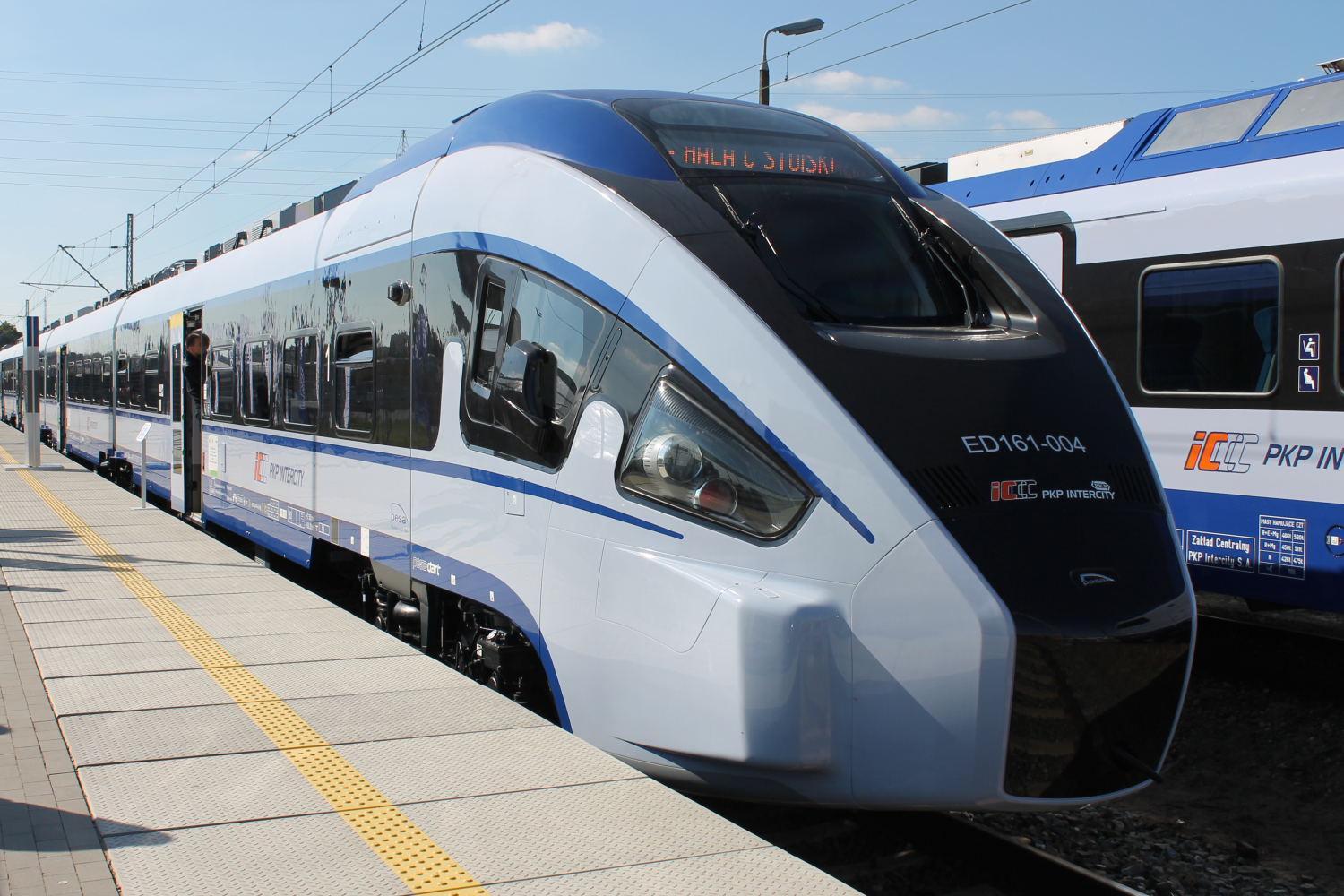
ED161 Dart